# (3814) Hoshi-no-mura
(3814) Hoshi-no-mura est un astéroïde de la ceinture principale.

## Description
(3814) Hoshi-no-mura est un astéroïde de la ceinture principale. Il fut découvert le 4 mai 1981 à Tokai par Toshimasa Furuta. Il présente une orbite caractérisée par un demi-grand axe de 3,16 UA, une excentricité de 0,10 et une inclinaison de 1,5° par rapport à l'écliptique.

## Compléments